# Higgins (motosilurante)
Le Higgins erano motosiluranti statunitensi di notevole successo, leggermente più piccole delle ultime versioni delle Elco, che vennero costruite in grandi quantità, circa duecento esemplari.

## Caratteristiche
Le Higgins avevano uno scafo in legno, con carena a spigolo, motori a benzina Packard e 4 siluri da 533, con una serie di armi aggiuntive, prima quattro mitragliatrici da 12,7, poi anche una mitragliera da 20mm e un cannone da 40 millimetri.

## Attività bellica
Nel corso della seconda guerra mondiale le Higgins 78ft. operarono intensamente specie nella zona del Pacifico, dove parteciparono anche alla battaglia dello Stretto di Surigao, in cui 39 motosiluranti americane di vario tipo affrontarono in combattimento notturno la formazione giapponese imperniata sulle navi da battaglia Fuso e Yamashiro, ma riuscirono solo a silurare un incrociatore leggero, mentre vennero respinte con perdite e danni nei confusi scontri in cui i tre squadroni di tredici navi ciascuno vennero impegnati. Alla fine, l'attacco decisivo venne dato dai cacciatorpediniere, avvantaggiati dalla distrazione data dalle piccole siluranti americane, che però si trovarono di fronte ad avversari troppo esperti nei combattimenti notturni, al punto di vanificare anche la dotazione di radar e la tattica americana di avvicinamento lento per non creare i vistosissimi "baffi di schiuma" a prua.
Le Higgins hanno operato anche nel Mediterraneo con le insegne della Royal Navy e quattro di queste motosiluranti, più precisamente le PT 88, 90, 92 e 94. tutte completate nel dicembre 1942, il 15 febbraio 1943 vennero destinate all'Unione Sovietica con le sigle RPT (Russian PT) 4, 6, 8 e 10, ma nella primavera del 1943 intervenne un periodo di sospensione dei convogli verso l'URSS sulla rotta artica, e quindi i quattro battelli, che si trovavano già in Gran Bretagna, nell'aprile 1943 vennero invece consegnati alla Royal Navy, con cui andarono nel Mediterraneo, con le sigle MTB 419/420 e 422/423.

## Servizio nella Marina Militare
Nel dopoguerra la Marina Militare Italiana, che per un certo numero di anni frequentò sovente il supermercato americano dell'usato garantito, acquistò a Palermo, nel febbraio 1947 dall'ARAR due unità del tipo Elco insieme a sette Higgins e diciannove Vosper, e poiché in forza del trattato di pace del 1947, alla Marina Militare Italiana non era consentito l'impiego di motosiluranti queste unità vennero iscritte nel Quadro del Naviglio ausiliario con la classificazione Galleggianti Inseguimento Siluri (G.I.S.), in quanto le clausole del trattato di pace impedivano all'Italia di avere naviglio silurante. Tra le unità del tipo Higgins acquisite, vi erano le quattro motosiluranti destinate all'Unione Sovietica che vennero immesse in servizio il 4 aprile 1948 come Galleggianti Inseguimento Siluri (GIS) da 0021 a 0024 e poi come GIS 842/843, 841 e 844, quindi, venute meno alcune delle clausole del trattato di pace, il 1º novembre 1952 come motosiluranti MS 842/843, 841, 844, e infine il 1º gennaio 1954 come MS 442/443, 441 e 444, in quanto a partire da quella data queste unità ebbero il distintivo ottico definitivo di tre cifre, con il 4 come prima cifra, che contraddistingue in ambito NATO le unità da pattugliamento italiane.
Le unità acquisite vennero rimorchiate negli arsenali di Taranto e di La Spezia per provvedere al loro ripristino. Dopo un approfondito controllo delle effettive condizioni di ogni imbarcazione, fu presa la decisione di riarmare le "Higgins", parte delle "Vosper" e nessuna delle due "Elco" (GIS 0019 e GIS 0020), tra l'altro di modello piuttosto obsoleto e reduci da un più lungo ed intenso impiego bellico con la Royal Navy e in ragione della loro usura e dal fatto che le Elco da 77 piedi acquistate furono soltanto due, vennero cedute all'Aeronautica Militare per la trasformazione in motoscafi di salvataggio e con i distintivi ottici 1053 e 1056, queste unità prestarono servizio per diversi anni dislocatie in prossimità di importanti basi aeree. Oltre alle Higgins precedentemente citate nella Marina Militare entrarono in servizio anche le MS 451 452 e 453 (rispettivamente ex GIS 0025, GIS 0026 e GIS 0027 e poi MS 851, 852 e 853) con tutte le unità entrate in servizio nel 1950 ad eccezione delle ultime due entrate in servizio nel 1957.
L'armamento venne riconfigurato in tre mitragliere antiaeree da Breda 20/65 Mod. 1935 due prodiere e la terza a poppavia dell'albero e un cannoncino antiaereo Bofors 40 mm collocato a estrema poppa e due tubi lanciasiluri da 450mm collocati ognuno su ciascun lato.
Le motosiluranti "Higgins" nella Marina Militare operarono aggregate alla 44ª Squadriglia fino al settembre 1964, quando in seguito allo scioglimento della 44ª Squadriglia Motosiluranti vennero impiegate in altri compiti, ma già nel periodo 1962-1963 la motosilurante MS 441 era stata sottoposta ad alcuni lavori di trasformazione presso l'Arsenale di La Spezia per essere idonea allo svolgimento di compiti addestrativi da parte del COMSUBIN, passando alle dipendenze del Comando Raggruppamento Subacquei ed Incursori Teseo Tesei. La MS 444 fu resa disponibile per la Scuola Motoristi della Maddalena mentre tutte le altre furono poste in riserva alle dipendenze della 42ª Squadriglia Motocannoniere, formata dalle unitàdel tipo “C.R.D.A.” ammodernate e trasformate in motoconvertibili. Dopo alcuni lavori di ripristino le motosiluranti MS 442, MS 451 e MS 452 il 12 marzo 1966 furono cedute in "temporaneo uso gratuito" alla Guardia di Finanza, denominate rispettivamente "Brigadiere Giannotti", "Tenente Lombardo" e "Finanziere Feliciani" e vennero restituite alla Marina Militare, le prime due nel 1969 e la terza nel 1974, mentre le MS 443 e MS 453, dopo analoghi lavori eseguiti per la MS 441, vennero assegnate al Comsubin. Le tre motosiluranti tipo Higgins assegnate al Comsubin prestarono servizio fino al 1985 ad eccezione della MS 453 che venne demolita a La Spezia nel 1980.

### Le Higgins della Marina Militare
| Sigla | Motosilurante                        | Servizio             | Note                                |
| ----- | ------------------------------------ | -------------------- | ----------------------------------- |
| 441   | (ex MS 841, ex GIS 841, ex GIS 0023) | 1950-31 ottobre 1985 | ex H.M.S. MTB 422, ex U.S.S. PT 92  |
| 442   | (ex MS 842, ex GIS 842, ex GIS 0021) | 1950-1972            | ex H.M.S. MTB 419, ex U.S.S. PT 88  |
| 443   | (ex MS 843, ex GIS 843, ex GIS 0022) | 1950-31 ottobre 1985 | ex H.M.S. MTB 420, ex U.S.S. PT 90  |
| 444   | (ex MS 844, ex GIS 844, ex GIS 0024) | 1950-1969            | ex H.M.S. MTB 423, ex U.S.S. PT 94  |
| 451   | (ex MS 851, ex GIS 851, ex GIS 0025) | 1950-1972            | ex H.M.S. MGB 177, ex U.S.S. PT 206 |
| 452   | (ex MS 852, ex GIS 852, ex GIS 0026) | 1957-1975            | ex H.M.S. MGB 191. ex U.S.S. PT 210 |
| 453   | (ex MS 853, ex GIS 853, ex GIS 0027) | 1957-1980            | ex H.M.S. MGB 179, ex U.S.S. PT 215 |

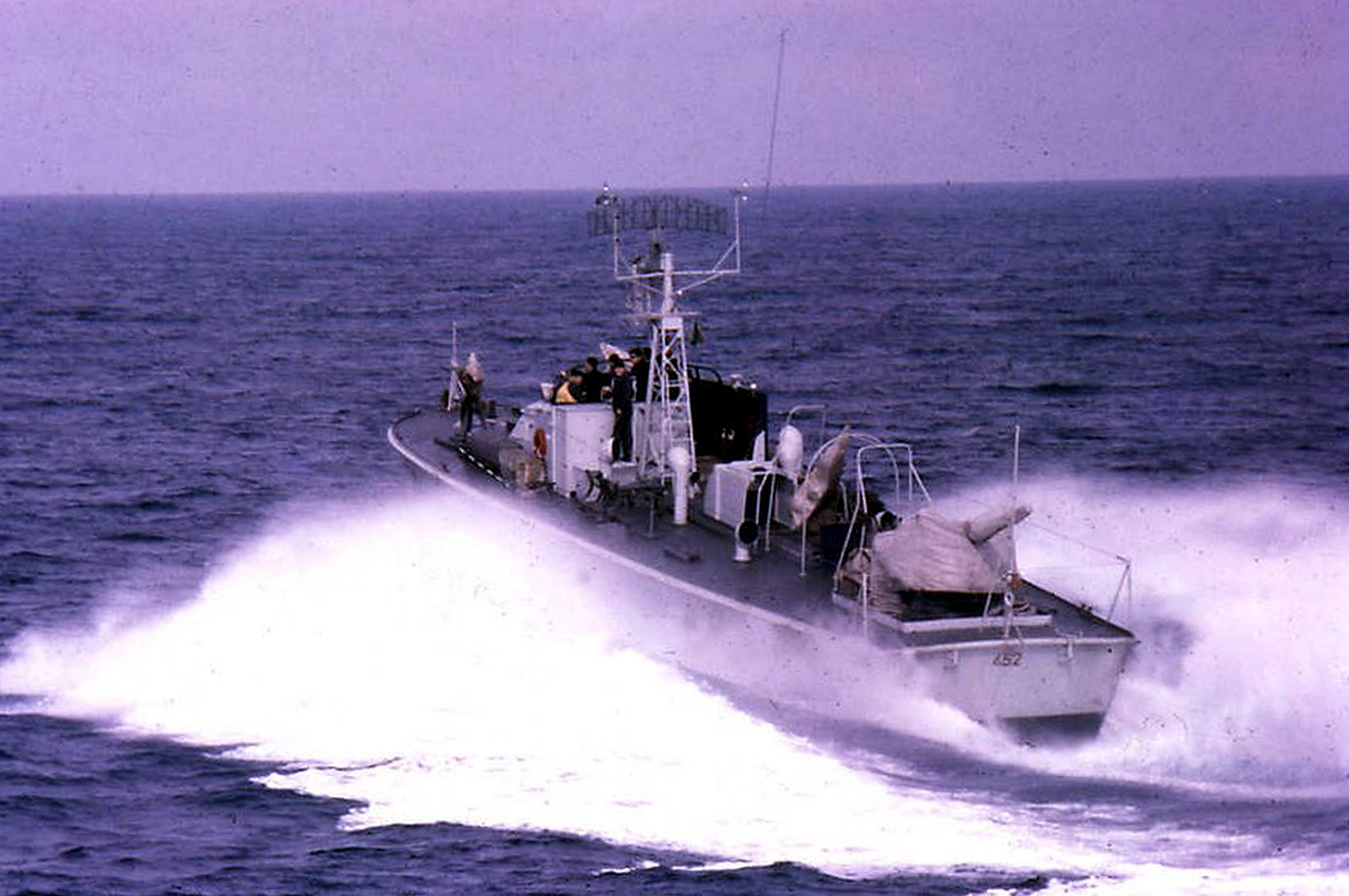
La motosilurante 452 nel 1974
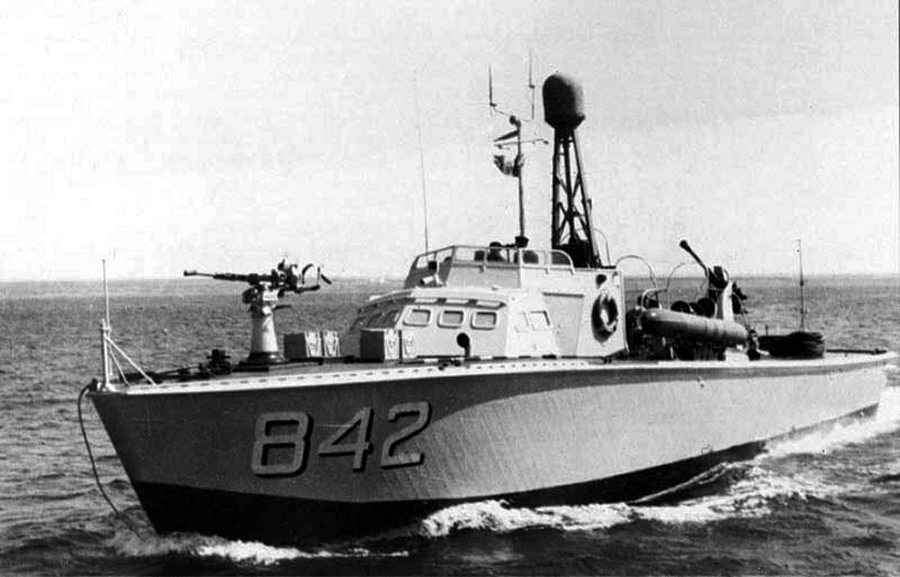
La motosilurante 842 precedentemente al 1954